# Taraori

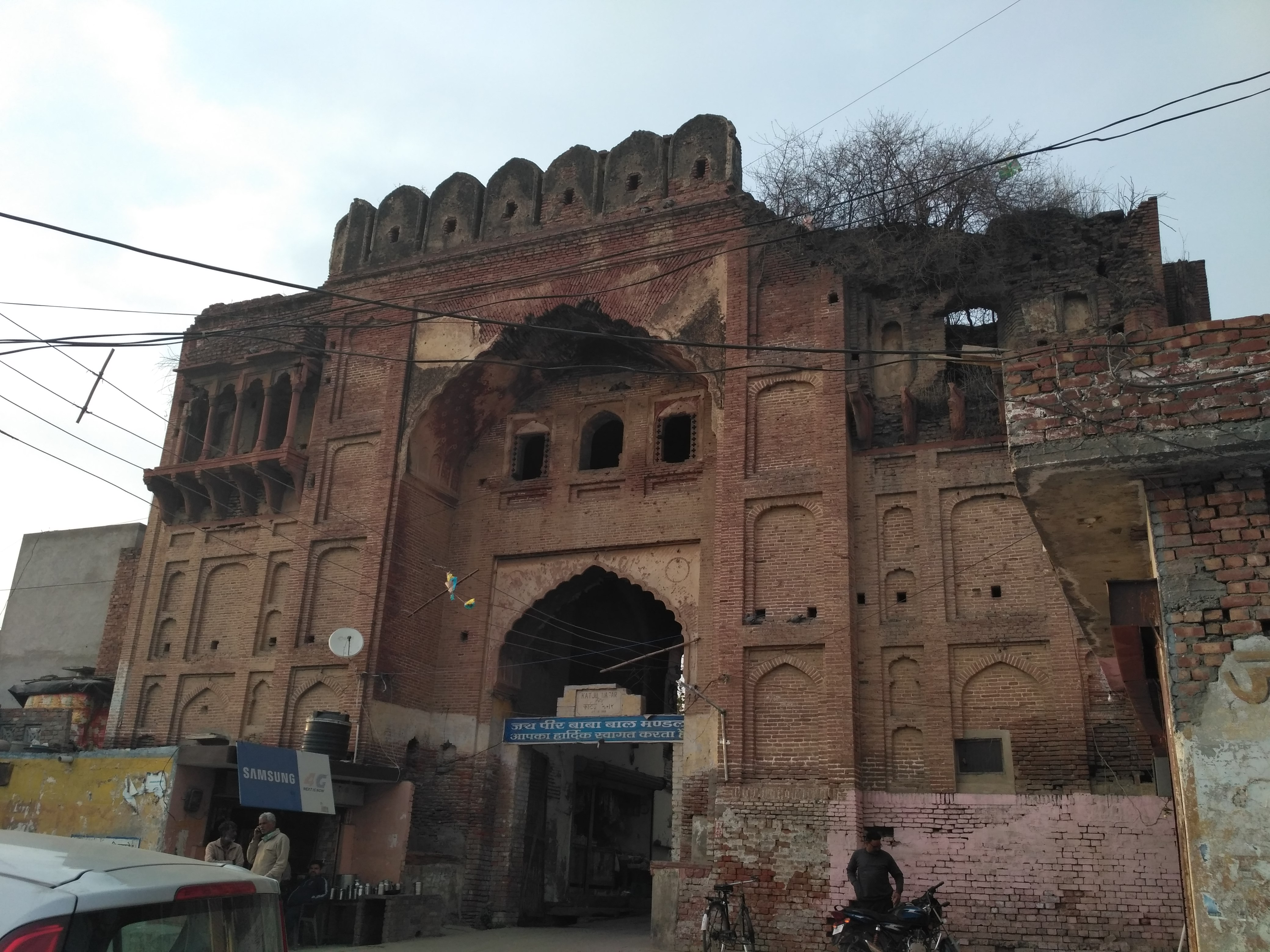
Prithviraj Chauhan' Fort-2, Taraori, Haryana

Taraori è una città dell'India di 22.205 abitanti, situata nel distretto di Karnal, nello stato federato dell'Haryana. In base al numero di abitanti la città rientra nella classe III (da 20.000 a 49.999 persone).

## Geografia fisica
La città è situata a 29° 48' 18 N e 76° 55' 58 E.

## Società

### Evoluzione demografica
Al censimento del 2001 la popolazione di Taraori assommava a 22.205 persone, delle quali 12.014 maschi e 10.191 femmine. I bambini di età inferiore o uguale ai sei anni assommavano a 3.310, dei quali 1.822 maschi e 1.488 femmine. Infine, coloro che erano in grado di saper almeno leggere e scrivere erano 13.703, dei quali 7.978 maschi e 5.725 femmine.